# Euroligue féminine de basket-ball 2009-2010
Navigation
Saison précédente Saison suivante
L’Euroligue féminine est une compétition de basket-ball féminin rassemblant les meilleurs clubs d’Europe. La saison 2009-2010 met aux prises 24 équipes de douze pays différents.
Pour la quatrième saison consécutive, le club russe du Spartak région de Moscou remporte le trophée, en battant en finale le club espagnol de Ros Casares Valence sur le score de 87 à 80. L'Américaine de Moscou Diana Taurasi remporte pour sa part son second titre consécutif du Final Four. Le second club russe de la compétition, UMMC Iekaterinbourg, éliminé par Moscou en demi-finale, termine à la troisième place après une victoire 84 à 50 sur les Polonaises de Wisła Can-Pack Cracovie. La finale s'est disputée au Pabellon Municipal Fuente de San Luis devant 7 800 spectateurs, établissant ainsi le record de spectateurs pour une rencontre d'Euroligue féminine.

## Équipes participantes et groupes
La désignation des 24 équipes participant à la compétition se fait de la manière suivante :
- 21 clubs sont désignés en fonction d'un classement des nations et des clubs ;
- une place est réservée au champion de l'édition précédente, le Spartak région de Moscou ;
- les deux dernières places sont des wild card.

De plus aucune nation ne peut avoir plus de trois équipes.
La Russie, malgré les bons résultats de ses clubs ces dernières années, ne présente que deux clubs, le tenant du titre depuis trois saisons Spartak région de Moscou, et UMMC Iekaterinbourg demi-finaliste depuis deux saisons. Le CSKA Moscou, autre club dominant de ces dernières années, doit déclarer forfait en raison de problèmes financiers. Il est remplacé par le club polonais du Wisła Cracovie.
Quatre nations présentent trois clubs : l'Espagne, dont deux clubs ont atteint la finale sur les trois dernières éditions, la France, la Hongrie et la Pologne.

## Récit de la compétition
Les clubs russes de Iekaterinbourg de Spartak région de Moscou sont les deux grands favoris de la compétition. Ces deux équipes présentent deux gros effectifs. Sandrine Gruda, l'une des meilleures joueuses européennes a été rejointe par sa compatriote Céline Dumerc à Iekaterinbourg. Ann Wauters est venue compléter un secteur intérieur qui possède déjà Maria Stepanova. Le club possède également à l'aile la Polonaise Agnieszka Bibrzycka. La meneuse de jeu est Cappie Pondexter. Le Spartak aligne pour sa part Diana Taurasi, MVP du dernier Final Four, accompagnée de ses compatriotes Sue Bird et Janel McCarville. Le club peut également compter sur la Lettone Anete Jēkabsone-Žogota et sur la Russe Ilona Korstine, transfuge du défunt CSKA Moscou.
Parmi les outsiders, le club espagnol de Ros Casares Valence complète son effectif, déjà composé de Anna Montañana et Amaya Valdemoro, par l'arrivée de l'Américano-Russe Becky Hammon et de Belinda Snell. Un autre club espagnol, Halcón Avenida Salamanque, veut jouer ce rôle d'outsiders avec un effectif composé de Alba Torrens. Penny Taylor a rejoint le club turc de Fenerbahçe İstanbul, tandis que son rival de Galatasaray İstanbul a recruté Ivana Večeřová et Alena Lewtchanka pour compléter un groupe dont le leader est l'Américaine Sophia Young.
Le premier tour voit le Spartak terminer invaincu dans sa poule. Iekaterinbourg subit une seule défaite, sur le terrain de Ros Caseres Valence qui termine à la seconde place du groupe. Dans le groupe B, ce sont les Polonaises de Wisła Can-Pack Cracovie qui dominent, en ne concédant qu'une seule défaite, devant les Espagnoles d’Halcón Avenida Salamanque. Dans le dernier groupe, c'est le troisième club espagnol Rivas Ecópolis qui termine en tête d'un groupe plus homogène où Bourges se qualifie à la quatrième place.
Les rencontres des huitièmes de finale, puis des quarts, sont déterminées par un ranking, classement, défini grâce aux résultats du premier tour. Lors de ces huitièmes, Bourges échoue dans sa tentative de disputer un quatorzième quart de finale consécutif en Euroligue, non sans avoir contraint les Espagnoles de Salamanque à une troisième manche. Dans les autres rencontres, les équipes les mieux classées à l'issue du premier tour se qualifient à l'exception des Slovaques de Good Angels Košice qui éliminent en deux manches les italiennes de Beretta Famila Schio, et Frisco SIKA Brno qui éliminent lors de la manche décisive Rivas Ecópolis.
Trois des quatre quarts de finale voient le favori l'emporter en deux manches. Le dernier qualifié est le club polonais de Wisła Can-Pack Cracovie qui l'emporte à l'issue de la manche décisive, disputée à domicile, face à Frisco SIKA Brno.
Les deux clubs russes sont de nouveaux opposés, comme lors de l'édition précédente lors de la première demi-finale du Final Four disputé à Valence. le Spartak, conduit par Diana Taurasi, qui domine la rencontre avec 37 points, 12 rebonds et 6 passes, l'emporte 87-79, grâce à un 24 à 12 lors du dernier quart temps. Dans l'autre demi-finale, les Espagnoles de Valence l'emportent facilement 86 à 57.
En finale, les Espagnoles, portées par un public record en Euroligue féminine, restent proche de leurs rivales russes, en étant menées de un point, puis dix et six après respectivement le premier quart temps, le second et le troisième. Taurasi, épaulée par les 20 points et 13 rebonds de Janel McCarville et les 16 points de Ilona Korstin, doit ajouter 29 points, 6 rebonds et 2 passes pour vaincre les Russes qui terminent avec cinq joueuses à dix points ou plus. La rencontre se termine sur le score de 87 à 80 et Taurasi se voit attribuer le titre de MVP, se succédant à elle-même au palmarès de ce trophée.

## Premier tour

### Groupe A
| Rang | Équipe               | Pts | J  | G | P | Pp  | Pc  | Diff |  | Résultats (dom.\ext.) |       |       |       |       |       |       |
| ---- | -------------------- | --- | -- | - | - | --- | --- | ---- |  | --------------------- | ----- | ----- | ----- | ----- | ----- | ----- |
| 1    | UMMC Iekaterinbourg  | 19  | 10 | 9 | 1 | 777 | 588 | 189  |  | UMMC Iekaterinbourg   |       | 82-70 | 72-51 | 73-42 | 92-53 | 85-56 |
| 2    | Ros Casares Valence  | 18  | 10 | 8 | 2 | 802 | 596 | 206  |  | Ros Casares Valence   | 87-68 |       | 87-59 | 77-47 | 75-60 | 77-74 |
| 3    | Taranto Cras Basket  | 16  | 10 | 6 | 4 | 701 | 678 | 23   |  | Taranto Cras Basket   | 72-79 | 78-69 |       | 77-63 | 78-52 | 81-53 |
| 4    | Galatasaray Istanbul | 14  | 10 | 4 | 6 | 665 | 675 | -10  |  | Galatasaray Istanbul  | 64-69 | 62-63 | 65-66 |       | 76-64 | 71-55 |
| 5    | TTT Riga             | 12  | 10 | 2 | 8 | 557 | 772 | -215 |  | TTT Riga              | 53-74 | 54-78 | 59-70 | 60-66 |       | 59-57 |
| 6    | TEO Vilnius          | 11  | 10 | 1 | 9 | 587 | 780 | -193 |  | TEO Vilnius           | 37-86 | 48-78 | 86-80 | 46-58 | 68-74 |       |

### Groupe B
| Rang | Équipe                     | Pts | J  | G | P | Pp  | Pc  | Diff |  | Résultats (dom.\ext.)     |       |       |       |       |       |       |
| ---- | -------------------------- | --- | -- | - | - | --- | --- | ---- |  | ------------------------- | ----- | ----- | ----- | ----- | ----- | ----- |
| 1    | Wisła Can-Pack Cracovie    | 19  | 10 | 9 | 1 | 789 | 734 | 55   |  | Wisła Can-Pack Cracovie   |       | 62-58 | 83-72 | 85-78 | 77-55 | 93-73 |
| 2    | Halcón Avenida Salamanque  | 18  | 10 | 8 | 2 | 758 | 632 | 126  |  | Halcón Avenida Salamanque | 60-65 |       | 80-62 | 70-63 | 81-79 | 94-53 |
| 3    | Famila Schio               | 17  | 10 | 7 | 3 | 763 | 710 | 53   |  | Famila Schio              | 92-88 | 64-74 |       | 69-62 | 91-76 | 81-53 |
| 4    | MiZo Pécs 2010             | 14  | 10 | 4 | 6 | 723 | 670 | 53   |  | MiZo Pécs 2010            | 71-74 | 60-69 | 58-55 |       | 80-78 | 94-42 |
| 5    | Gospić CO (+8)             | 11  | 10 | 1 | 9 | 721 | 797 | -76  |  | Gospić Croatia Osiguranje | 84-85 | 52-75 | 65-88 | 68-74 |       | 85-63 |
| 6    | ESB Villeneuve-d'Ascq (–8) | 11  | 10 | 1 | 9 | 631 | 842 | -211 |  | ESB Villeneuve-d'Ascq     | 71-77 | 70-97 | 57-75 | 57-76 | 73-59 |       |

### Groupe C
| Rang | Équipe                 | Pts | J  | G | P | Pp  | Pc  | Diff |  | Résultats (dom.\ext.)  |       |       |       |       |       |       |
| ---- | ---------------------- | --- | -- | - | - | --- | --- | ---- |  | ---------------------- | ----- | ----- | ----- | ----- | ----- | ----- |
| 1    | Rivas Ecópolis         | 17  | 10 | 7 | 3 | 746 | 668 | 78   |  | Rivas Ecópolis         |       | 82-70 | 94-56 | 72-67 | 67-71 | 85-60 |
| 2    | Good Angels Košice     | 16  | 10 | 6 | 4 | 719 | 712 | 7    |  | Good Angels Košice     | 72-61 |       | 73-70 | 53-64 | 75-60 | 75-58 |
| 3    | USK Prague (2-0)       | 15  | 10 | 5 | 5 | 769 | 773 | -4   |  | USK Prague             | 76-83 | 75-89 |       | 70-47 | 98-75 | 96-79 |
| 4    | Bourges (0-2)          | 15  | 10 | 5 | 5 | 658 | 629 | 29   |  | Bourges                | 66-58 | 83-71 | 53-60 |       | 82-56 | 84-57 |
| 5    | MKB Euroleasing Sopron | 14  | 10 | 4 | 6 | 723 | 767 | -44  |  | MKB Euroleasing Sopron | 63-70 | 74-63 | 93-96 | 83-73 |       | 78-64 |
| 6    | PWSZ Gorzów            | 13  | 10 | 3 | 7 | 707 | 773 | -66  |  | PWSZ Gorzów            | 79-82 | 88-95 | 87-72 | 49-39 | 79-72 |       |

### Groupe D
| Rang | Équipe               | Pts | J  | G  | P | Pp  | Pc  | Diff |  | Résultats (dom.\ext.) |       |        |       |       |       |       |
| ---- | -------------------- | --- | -- | -- | - | --- | --- | ---- |  | --------------------- | ----- | ------ | ----- | ----- | ----- | ----- |
| 1    | Spartak Moscou       | 20  | 10 | 10 | 0 | 860 | 639 | 221  |  | Spartak Moscou        |       | 103-59 | 95-71 | 85-60 | 94-51 | 81-56 |
| 2    | Fenerbahçe Istanbul  | 17  | 10 | 7  | 3 | 762 | 748 | 14   |  | Fenerbahçe Istanbul   | 74-88 |        | 86-70 | 75-67 | 98-78 | 82-69 |
| 3    | Frisco SIKA Brno     | 16  | 10 | 6  | 4 | 729 | 723 | 6    |  | Frisco SIKA Brno      | 65-82 | 74-66  |       | 83-72 | 69-61 | 83-68 |
| 4    | Lotos Gdynia         | 13  | 10 | 3  | 7 | 681 | 743 | -62  |  | Lotos Gdynia          | 70-77 | 63-69  | 77-73 |       | 74-61 | 73-68 |
| 5    | Szeviép Szeged (+15) | 12  | 10 | 2  | 8 | 662 | 758 | -96  |  | Szeviép Szeged        | 58-77 | 66-70  | 54-71 | 71-58 |       | 82-66 |
| 6    | Tarbes GB (–15)      | 12  | 10 | 2  | 8 | 696 | 779 | -83  |  | Tarbes Gespe Bigorre  | 75-78 | 70-83  | 62-70 | 81-67 | 81-80 |       |

## Phases finales

### Tableau final
Les huitièmes se déroulent au meilleur des trois matchs, le 1er se déroulant chez le mieux classé, le 2e chez le moins bien classé et enfin la belle éventuelle chez le mieux classé en saison régulière. Les quarts de finale se déroulent selon le même principe.
À l'issue des quarts de finale, la ville espagnole de Valence a été désigné pour abriter le Final Four 2010.
|  | Huitièmes de finale       | Huitièmes de finale       |                     |                        | Quarts de finale       | Quarts de finale |  |  | Demi-finales         | Demi-finales         |  |  | Finale                | Finale                |
|  | Huitièmes de finale       | Huitièmes de finale       |                     |                        | Quarts de finale       | Quarts de finale |  |  | Demi-finales         | Demi-finales         |  |  | Finale                | Finale                |
|  |                           |                           |                     |                        |                        |                  |  |  |                      |                      |  |  |                       |                       |
|  |                           |                           |                     |                        |                        |                  |  |  | Valence 9 avril 2010 | Valence 9 avril 2010 |  |  | Valence 11 avril 2010 | Valence 11 avril 2010 |
|  |                           |                           |                     |                        |                        |                  |  |  | Valence 9 avril 2010 | Valence 9 avril 2010 |  |  | Valence 11 avril 2010 | Valence 11 avril 2010 |
|  | Spartak Moscou            | 90 \| 91                  |                     |                        |                        |                  |  |  | Valence 9 avril 2010 | Valence 9 avril 2010 |  |  | Valence 11 avril 2010 | Valence 11 avril 2010 |
|  | Spartak Moscou            | 90 \| 91                  |                     |                        |                        |                  |  |  | Valence 9 avril 2010 | Valence 9 avril 2010 |  |  | Valence 11 avril 2010 | Valence 11 avril 2010 |
|  | Lotos Gdynia              | 71 \| 69                  |                     |                        |                        |                  |  |  | Valence 9 avril 2010 | Valence 9 avril 2010 |  |  | Valence 11 avril 2010 | Valence 11 avril 2010 |
|  | Lotos Gdynia              | 71 \| 69                  | Spartak Moscou      | 90 \| 87               |                        |                  |  |  | Valence 9 avril 2010 | Valence 9 avril 2010 |  |  | Valence 11 avril 2010 | Valence 11 avril 2010 |
|  |                           |                           | Spartak Moscou      | 90 \| 87               |                        |                  |  |  | Valence 9 avril 2010 | Valence 9 avril 2010 |  |  | Valence 11 avril 2010 | Valence 11 avril 2010 |
|  |                           | Fenerbahçe Istanbul       | 79 \| 85            |                        |                        |                  |  |  | Valence 9 avril 2010 | Valence 9 avril 2010 |  |  | Valence 11 avril 2010 | Valence 11 avril 2010 |
|  | Fenerbahçe Istanbul       | Fenerbahçe Istanbul       | 79 \| 85            | 89 \| 60               |                        |                  |  |  | Valence 9 avril 2010 | Valence 9 avril 2010 |  |  | Valence 11 avril 2010 | Valence 11 avril 2010 |
|  | Fenerbahçe Istanbul       |                           |                     | 89 \| 60               |                        |                  |  |  | Valence 9 avril 2010 | Valence 9 avril 2010 |  |  | Valence 11 avril 2010 | Valence 11 avril 2010 |
|  | Taranto Cras Basket       | 83 \| 55                  |                     |                        |                        |                  |  |  | Valence 9 avril 2010 | Valence 9 avril 2010 |  |  | Valence 11 avril 2010 | Valence 11 avril 2010 |
|  | Taranto Cras Basket       | 83 \| 55                  | Spartak Moscou      | 87                     |                        |                  |  |  |                      |                      |  |  | Valence 11 avril 2010 | Valence 11 avril 2010 |
|  |                           |                           | Spartak Moscou      | 87                     |                        |                  |  |  |                      |                      |  |  | Valence 11 avril 2010 | Valence 11 avril 2010 |
|  |                           | UMMC Iekaterinbourg       | 79                  |                        |                        |                  |  |  |                      |                      |  |  | Valence 11 avril 2010 | Valence 11 avril 2010 |
|  | UMMC Iekaterinbourg       | UMMC Iekaterinbourg       | 79                  | 79 \| 61               |                        |                  |  |  |                      |                      |  |  | Valence 11 avril 2010 | Valence 11 avril 2010 |
|  | UMMC Iekaterinbourg       | Valence 9 avril 2010      |                     | 79 \| 61               |                        |                  |  |  |                      |                      |  |  | Valence 11 avril 2010 | Valence 11 avril 2010 |
|  | Galatasaray Istanbul      | 55 \| 50                  |                     |                        |                        |                  |  |  |                      |                      |  |  | Valence 11 avril 2010 | Valence 11 avril 2010 |
|  | Galatasaray Istanbul      | 55 \| 50                  | UMMC Iekaterinbourg | 81 \| 65               |                        |                  |  |  |                      |                      |  |  | Valence 11 avril 2010 | Valence 11 avril 2010 |
|  |                           |                           | UMMC Iekaterinbourg | 81 \| 65               |                        |                  |  |  |                      |                      |  |  | Valence 11 avril 2010 | Valence 11 avril 2010 |
|  |                           | Good Angels Košice        | 56 \| 60            |                        |                        |                  |  |  |                      |                      |  |  | Valence 11 avril 2010 | Valence 11 avril 2010 |
|  | Beretta Famila Schio      | Good Angels Košice        | 56 \| 60            | 67 \| 59               |                        |                  |  |  |                      |                      |  |  | Valence 11 avril 2010 | Valence 11 avril 2010 |
|  | Beretta Famila Schio      |                           |                     | 67 \| 59               |                        |                  |  |  |                      |                      |  |  | Valence 11 avril 2010 | Valence 11 avril 2010 |
|  | Good Angels Košice        | 70 \| 65                  |                     |                        |                        |                  |  |  |                      |                      |  |  | Valence 11 avril 2010 | Valence 11 avril 2010 |
|  | Good Angels Košice        | 70 \| 65                  | Spartak Moscou      | 87                     |                        |                  |  |  |                      |                      |  |  |                       |                       |
|  |                           |                           | Spartak Moscou      | 87                     |                        |                  |  |  |                      |                      |  |  |                       |                       |
|  |                           | Ros Casares Valence       | 80                  |                        |                        |                  |  |  |                      |                      |  |  |                       |                       |
|  | Wisła Cracovie            | Ros Casares Valence       | 80                  | 80 \| 64 \| 69         |                        |                  |  |  |                      |                      |  |  |                       |                       |
|  | Wisła Cracovie            |                           |                     | 80 \| 64 \| 69         |                        |                  |  |  |                      |                      |  |  |                       |                       |
|  | MiZo Pécs 2010            | 53 \| 68 \| 57            |                     |                        |                        |                  |  |  |                      |                      |  |  |                       |                       |
|  | MiZo Pécs 2010            | 53 \| 68 \| 57            | Wisła Cracovie      | 78 \| 72 \| 78         |                        |                  |  |  |                      |                      |  |  |                       |                       |
|  |                           |                           | Wisła Cracovie      | 78 \| 72 \| 78         |                        |                  |  |  |                      |                      |  |  |                       |                       |
|  |                           | Frisco SIKA Brno          | 74 \| 87 \| 73      |                        |                        |                  |  |  |                      |                      |  |  |                       |                       |
|  | Rivas Ecópolis            | Frisco SIKA Brno          | 74 \| 87 \| 73      | 83 \| 67 \| 62         |                        |                  |  |  |                      |                      |  |  |                       |                       |
|  | Rivas Ecópolis            |                           |                     | 83 \| 67 \| 62         |                        |                  |  |  |                      |                      |  |  |                       |                       |
|  | Frisco SIKA Brno          | 88 \| 64 \| 77            |                     |                        |                        |                  |  |  |                      |                      |  |  |                       |                       |
|  | Frisco SIKA Brno          | 88 \| 64 \| 77            | Wisła Cracovie      | 59                     |                        |                  |  |  |                      |                      |  |  |                       |                       |
|  |                           |                           | Wisła Cracovie      | 59                     |                        |                  |  |  |                      |                      |  |  |                       |                       |
|  |                           | Ros Casares Valence       | 86                  |                        |                        |                  |  |  |                      |                      |  |  |                       |                       |
|  | Ros Casares Valence       | Ros Casares Valence       | 86                  | 81 \| 85               |                        |                  |  |  |                      |                      |  |  |                       |                       |
|  | Ros Casares Valence       |                           |                     | 81 \| 85               |                        |                  |  |  |                      |                      |  |  |                       |                       |
|  | USK Prague                | 70 \| 74                  |                     | Match pour la 3e place | Match pour la 3e place |                  |  |  |                      |                      |  |  |                       |                       |
|  | USK Prague                | 70 \| 74                  | Ros Casares Valence | Match pour la 3e place | Match pour la 3e place | 74 \| 63         |  |  |                      |                      |  |  |                       |                       |
|  |                           |                           | Ros Casares Valence | Valence 11 avril 2010  |                        | 74 \| 63         |  |  |                      |                      |  |  |                       |                       |
|  |                           | Halcón Avenida Salamanque | 50 \| 57            |                        |                        |                  |  |  |                      |                      |  |  |                       |                       |
|  | Halcón Avenida Salamanque | Halcón Avenida Salamanque | 50 \| 57            | 72 \| 64 \| 64         | UMMC Iekaterinbourg    | 84               |  |  |                      |                      |  |  |                       |                       |
|  | Halcón Avenida Salamanque |                           |                     | 72 \| 64 \| 64         | UMMC Iekaterinbourg    | 84               |  |  |                      |                      |  |  |                       |                       |
|  | Bourges                   | 53 \| 69 \| 55            |                     | Wisła Cracovie         | 50                     |                  |  |  |                      |                      |  |  |                       |                       |
|  | Bourges                   | 53 \| 69 \| 55            |                     | Wisła Cracovie         | 50                     |                  |  |  |                      |                      |  |  |                       |                       |

Note : Lors des huitièmes et des quarts, l'équipe la mieux classée dispute le premier match à domicile, et la manche décisive si nécessaire. Dans le tableau ci-dessus, il figure en premier dans l'ordre des rencontres.

### Rencontres
- Demi-finales :

| 9 avril 2009 18:30 (CEST) | Spartak région de Moscou                                                                       | 87–79 17-16, 23-27, 23-24, 24-12 | UMMC Iekaterinbourg                                                                                  | Pabellon Municipal Fuente de San Luis, Valence                            |                                                                           |
|                           | Points : Diana Taurasi 37 Rebonds : Diana Taurasi 12 Sylvia Fowles 13 Passes : Diana Taurasi 6 |                                  | Points : Candace Parker 18 Rebonds : Sandrine Gruda 11 Passes : Agnieszka Bibrzycka 4 Deanna Nolan 4 | Spectateurs : 7 800 Arbitrage : Petr Sudek Engin Kennerman Ioánnis Foúfis | Spectateurs : 7 800 Arbitrage : Petr Sudek Engin Kennerman Ioánnis Foúfis |
|                           | Rapport                                                                                        |                                  | | Spectateurs : 7 800 Arbitrage : Petr Sudek Engin Kennerman Ioánnis Foúfis | Spectateurs : 7 800 Arbitrage : Petr Sudek Engin Kennerman Ioánnis Foúfis |

| 9 avril 2009 20:45 (CEST) | Ros Casares Valence                                                                              | 86–57 31-15, 26-20, 21-7, 8-15 | Wisła Can-Pack Cracovie                                                                | Pabellon Municipal Fuente de San Luis, Valence                              |                                                                             |
|                           | Points : Érika de Souza 23 Rebonds : Érika de Souza 11 Passes : Belinda Snell 4 Anna Montañana 4 |                                | Points : Ewelina Kobryn 16 Rebonds : Ewelina Kobryn 9 Passes : Iziane Castro Marques 3 | Spectateurs : 7 800 Arbitrage : Chantal Julien Alfred Jovović Moritz Reiter | Spectateurs : 7 800 Arbitrage : Chantal Julien Alfred Jovović Moritz Reiter |
|                           | Rapport                                                                                          |                                |                                                                                        | Spectateurs : 7 800 Arbitrage : Chantal Julien Alfred Jovović Moritz Reiter | Spectateurs : 7 800 Arbitrage : Chantal Julien Alfred Jovović Moritz Reiter |

- Finale :

| 11 avril 2009 18:00 (CEST) | Spartak région de Moscou                                                    | 87–80 24-23, 25-16, 14-18, 24-23 | Ros Casares Valence                                                                               | Pabellon Municipal Fuente de San Luis, Valence                          |                                                                         |
|                            | Points : Diana Taurasi 29 Rebonds : Janel McCarville 13 Passes : Sue Bird 6 |                                  | Points : DeLisha Milton-Jones 19 Rebonds : DeLisha Milton-Jones 8 Passes : DeLisha Milton-Jones 3 | Spectateurs : 7 800 Arbitrage : Chantal Julien Petr Sudek Moritz Reiter | Spectateurs : 7 800 Arbitrage : Chantal Julien Petr Sudek Moritz Reiter |
|                            | Rapport                                                                     |                                  |                                                                                                   | Spectateurs : 7 800 Arbitrage : Chantal Julien Petr Sudek Moritz Reiter | Spectateurs : 7 800 Arbitrage : Chantal Julien Petr Sudek Moritz Reiter |

- Finale pour la troisième place :

| 11 avril 2009 15:30 (CEST) | UMMC Iekaterinbourg                                                                                                | 84–50 12-17, 28-11, 17-7, 27-15 | Wisła Can-Pack Cracovie                                                                | Pabellon Municipal Fuente de San Luis, Valence                                |                                                                               |
|                            | Points : Candace Parker 21 Rebonds : Sandrine Gruda 7 Maria Stepanova 7 Candace Parker 7 Passes : Candace Parker 4 |                                 | Points : Iziane Castro Marques 13 Rebonds : Janell Burse 20 Passes : Marta Fernández 2 | Spectateurs : 2 000 Arbitrage : Engin Kennerman Igor Mitrovski Alfred Jovović | Spectateurs : 2 000 Arbitrage : Engin Kennerman Igor Mitrovski Alfred Jovović |
|                            | Rapport |                                 |                                                                                        | Spectateurs : 2 000 Arbitrage : Engin Kennerman Igor Mitrovski Alfred Jovović | Spectateurs : 2 000 Arbitrage : Engin Kennerman Igor Mitrovski Alfred Jovović |

## Statistiques
| Classement | Joueuse          | Équipe                    | Statistiques |
| ---------- | ---------------- | ------------------------- | ------------ |
| 1          | Diana Taurasi    | Spartak région de Moscou  | 24,9         |
| 2          | Angel McCoughtry | Good Angels Košice        | 19,0         |
| 3          | Candice Dupree   | Good Angels Košice        | 18,9         |
| 4          | Sancho Lyttle    | Halcón Avenida Salamanque | 17,6         |
| 5          | Sophia Young     | Galatasaray Istanbul      | 17,3         |

| Classement | Joueuse           | Équipe                    | Statistiques |
| ---------- | ----------------- | ------------------------- | ------------ |
| 1          | Candice Dupree    | Good Angels Košice        | 11,0         |
| 2          | Sancho Lyttle     | Halcón Avenida Salamanque | 10,8         |
| 3          | Janell Burse      | Wisła Can-Pack Cracovie   | 10,5         |
| 4          | Milka Bjelica     | TEO Vilnius               | 9,2          |
| 5          | Crystal Langhorne | Rivas Ecópolis            | 9,0          |

| Classement | Joueuse                | Équipe                    | Statistiques |
| ---------- | ---------------------- | ------------------------- | ------------ |
| 1          | Andja Jelavić          | Gospić Croatia Osiguranje | 6,7          |
| 2          | Dalma Ivanyi           | MiZo Pécs 2010            | 6,6          |
| 3          | Samantha Jane Richards | PWSZ Gorzów               | 4,7          |
| 4          | Clara Bermejo Moreno   | Rivas Ecópolis            | 4,3          |
| 5          | Birsel Vardarli        | Fenerbahçe Istanbul       | 4,2          |

## All-Star Game
Les premiers cinq des deux équipes, une sélection européenne et une sélection du reste du monde, sont désignées par un vote sur internet. Ce vote désigne : Nevriye Yilmaz, Sandrine Gruda, Agnieszka Bibrzycka, Marta Fernández et Becky Hammon pour la sélection européenne et Diana Taurasi, Penny Taylor, Nicole Powell, Janell Burse, Sophia Young pour le reste du monde.
Or une règle stipule que seules deux joueuses d'un même club peuvent participer à cet événement. Nicole Powell doit donc laisser sa place, devancée dans les votes par ses coéquipières Marta Fernandez  et Penny Taylor. Cappie Pondexter, la joueuse suivante dans les votes, ne peut pas participer en raison de la même règle et c'est Candice Dupree qui prend la cinquième place de la sélection du reste du monde.
Les deux équipes sont les suivantes .
| Sélection européenne - cinq de départ Nevriye Yilmaz (Fenerbahçe Istanbul) Agnieszka Bibrzycka (UMMC Iekaterinbourg) Marta Fernández (Wisła Cracovie) Sandrine Gruda (UMMC Iekaterinbourg) Becky Hammon (Ros Casares Valence) - Remplaçantes Anete Jēkabsone-Žogota (Spartak région de Moscou) Clara Bermejo Moreno (Rivas Ecópolis) Alba Torrens (Halcón Avenida Salamanque) Laura Macchi (Famila Schio) Anna Vajda (MiZo Pécs) Ivana Matović (Lotos Gdynia) Emmeline Ndongué (Bourges Basket) - Entraîneur Isma Canto (Ros Casares Valence) - Assistant Jacek Winnicki (Lotos Gdynia) |  | Reste du monde - cinq de départ Diana Taurasi (Spartak région de Moscou) Penny Taylor (Fenerbahçe Istanbul) Candice Dupree (Good Angels Košice) Janell Burse (Wisła Cracovie) Sophia Young (Galatasaray Istanbul) - Remplaçantes Lindsay Whalen (USK Prague) Catherine Joens (Rivas Ecópolis) DeLisha Milton-Jones (Ros Casares Valence) Angel McCoughtry (Good Angels Košice) Taj McWilliams-Franklin (Gambrinus) Erin Phillips (Lotos Gdynia) Rebekkah Brunson (Taranto Cras Basket) - Entraîneur Pokey Chatman (Spartak région de Moscou) - Assistant Dariusz Maciejewski (Wisła Cracovie) |

La rencontre, qui a lieu le 9 mars 2010 à Gdynia voit la sélection européenne l'emporter sur le score de 93 à 89. Agnieszka Bibrzycka, joueuse de UMMC Iekaterinbourg et ancienne joueuse du club local de Lotos Gdynia est désignée MVP de la rencontre avec 20 points.

## Sources et références
1. 1 2  (en) « 2010 EuroLeague Women final four hosts are Ros Casares », sur www.womensbasketball-in-france.com, 8 mars 2010 (consulté le 10 avril 2010)
2. ↑  (en) « 2010 Final Four sets attendance records », sur www.fibaeurope.com, 13 avril 2010 (consulté le 13 avril 2010)
3. ↑  [PDF] « EuroLeague Women » (consulté le 10 avril 2010)
4. ↑  (en) « Euroleague Women teams for 2009 - 10 announced », sur www.fibaeurope.com (consulté le 14 avril 2010)
5. ↑  Sandrine Gruda est élue meilleure joueuse européenne de l'année en février 2010.
6. ↑  (en) « Ekaterinenburg get even stronger with Dumerc, Wauters », sur www.fibaeurope.com (consulté le 14 avril 2010)
7. ↑  (en) « Euroleague Women eighth-final pairings set », sur www.fibaeurope.com, 21 janvier 2010 (consulté le 14 avril 2010)
8. ↑  « Fin de série pour Bourges en Euroligue », sur www.basketfrance.com, 11 février 2010 (consulté le 14 avril 2010)
9. ↑  Une règle de la compétition stipule que, si deux équipes d'une même nation se qualifient pour le Final Four, elles doivent alors obligatoirement s'opposer lors d'une demi-finale.
10. ↑  « Le Spartak au finish », sur www.lequipe.fr, 9 avril 2010 (consulté le 14 avril 2010)
11. ↑  (en) « Spartak Moscow Region 87 - 80 Ros Caseres », sur www.fibaeurope.com (consulté le 14 avril 2010)
12. ↑  « Statistics leader Point per game », sur www.fibaeurope.com (consulté le 13 avril 2010)
13. ↑  « Statistics leader Total rebounds », sur www.fibaeurope.com (consulté le 13 avril 2010)
14. ↑  « Statistics leader Assists », sur www.fibaeurope.com (consulté le 13 avril 2010)
15. 1 2  (en) « Women All Star Games starter announced », sur www.fibaeurope.com, 1er février 2010 (consulté le 10 avril 2010)
16. ↑  (en) « Women All Star Games subs announced », sur www.fibaeurope.com, 3 février 2010 (consulté le 10 avril 2010)
17. ↑  (en) « Biba MVP as Europe edge rest of world », sur www.fibaeurope.com, 3 février 2010 (consulté le 10 avril 2010)